# Menhir des Fichades
Le menhir des Fichades est un menhir situé à Fromental, le département français de la Haute-Vienne.

## Historique
Le menhir est classé au titre des monuments historiques le 4 juin 1945.

## Description
Le menhir est un monolithe de granite. Il mesure 3,60 m de hauteur. Une fouille au pied de la pierre a révélé qu'elle était enfoncée dans le sol sur au moins 1,50 m de profondeur. Une petite lame en silex fut découverte à cette occasion. Le menhir a été dressé à proximité de la source d'un ruisseau. Selon Roger Crédot, il serait inclus dans un petit alignement de cinq à six pierres, dont la plupart sont désormais renversées.
Le dolmen de Bagnol est situé à proximité à environ 200 m au nord-est. De très nombreux silex furent recueillis sur les hauteurs entre les deux édifices, ce qui semble indiquer la présence d'un habitat préhistorique à proximité.